# Cardin Lebret (1558-1655)
Pour les articles homonymes, voir Cardin Lebret et Lebret.
Pour les autres membres de la famille, voir Famille Le Bret.
Cardin Le Bret ou Lebret (1558-1655), seigneur de Flacourt à partir de 1603, est un homme politique et juriste français des XVIe et XVIIe siècles. Conseiller d’État, il est chargé de plusieurs commissions importantes. Il est l'un des penseurs de l'absolutisme.
Il est avocat général à la cour des aides de Paris chargé de défendre les intérêts du roi Henri IV en matière de contentieux fiscaux. Il sera ensuite membre du Parlement de Paris : incarnant le pouvoir royal, il encadre le processus de centralisation de la France.
Richelieu le nommera intendant des trois-évêchés lorrains (Metz, Toul et Verdun) puis de Normandie. En 1632, il publie De la souveraineté du roi, de son domaine et de sa couronne, prolongeant les théories de Bodin et Loyseau.

## Biographie
Cardin Le Bret est un membre de la famille Le Bret, une ancienne famille originaire de Normandie (Gisors), anoblie au XVIe siècle.
Il est d'abord avocat général en la cour des Aydes de Paris puis, à partir de décembre 1604, avocat général au Parlement de la même ville. 
En 1617, il refuse de requérir la peine de mort contre la Maréchale d'Ancre.
En 1624, il devient conseiller d'État ordinaire. En cette qualité il reçoit plusieurs commissions importantes, parmi lesquelles celle, en novembre 1624, de régler les limites entre la France et la Lorraine, celle d'établir le Parlement de Metz,  celle, en octobre 1625, d'aller participer aux états de Bretagne en tant que commissaire du Roy. 
En 1631, il occupe temporairement la fonction de président de la cour des Aides de Paris pendant l'interdiction de cette chambre (6 mars-6 mai 1631). 
Il meurt à Paris le 25 janvier 1655, âgé de 97 ans, alors qu' il est  le doyen des conseillers d'État. Il est inhumé à Saint-Nicolas-des-Champs dans la chapelle qu'il avait acquise dès 1617.

## Pensée

### Absolutisme
Sa pensée est une défense intransigeante de l'absolutisme royal, qui donne une assise théorique à l'étatisme de Richelieu. Il a en particulier exprimé ses idées dans son ouvrage le plus célèbre, De la Souveraineté du Roy, paru en 1632. Il y défend, entre autres, l'essence divine de la monarchie, qui n'a de compte à rendre qu'à Dieu et non aux hommes. Toute opposition au pouvoir devient donc quasiment une hérésie :
«Dieu nous a tellement obligés à nous soumettre aux volontés de nos princes, qu'il ne nous est pas permis, pour quelque occasion que ce soit, de nous révolter et de prendre les armes contre eux ; s'ils nous chassent de nos maisons, s'ils pillent nos biens, nous devons lever les mains vers le ciel et prier pour leur prospérité. »
   — Cardin Le Bret, Remontrance 10e, faite à l'ouverture du Parlement à Pâques 1614
Sa souveraineté est totale, et ne peut être nullement partagée:
«la souveraineté du roi par nature n'est pas plus divisible qu'un point en géométrie »
   — Cardin Le Bret, Œuvre
La seule autorité légitime est celle du roi, il faut donc replacer toute autre autorité sous la domination hiérarchique de ce dernier; les puissances féodales doivent donc être éliminées au profit d'une pyramide administrative avec le souverain à sa tête.
Néanmoins, Le Bret ira moins loin que d'autres penseurs de l'absolutisme, en refusant à l'État le droit de disposer à son gré des propriétés de ses sujets. Seule exception à cette règle, les cas de « nécessité » comme la guerre. Mais en matière de politique économique, il va bien plus loin que Jean Bodin, reconnaissant au souverain le droit de lever les impôts qu'il veut, sans l'autorisation des parlements. De même, il peut manipuler la monnaie à sa guise.
La pensée de Cardin Le Bret est donc peu compatible avec les fondements de la démocratie libérale contemporaine et, plus encore, avec les fondements du libéralisme. Pour les libéraux, c'est le droit qui doit être souverain et non un quelconque pouvoir politique illimité. C'est ce que reflète l'usage du terme rule of law, le gouvernement des lois et non des hommes. Un droit devant lequel tout le monde soit égal. C'est une question que développa par exemple Friedrich Hayek dans Droit, législation et liberté.

### Vénalité des offices
Dans le chapitre 8 du livre II de ses Œuvres de 1689, Cardin Le Bret est le premier à critiquer la vénalité des offices, à savoir l'achat des charges qui a commencé sous Louis XII. Il souligne en particulier les menaces que cela représente pour le monarque qui, en officialisant la vénalité, perd la gestion de l'administration. Ceux qui ont acheté leur charge acquièrent leur indépendance vis-à-vis du souverain et quittent la pyramide administrative dans laquelle ils devraient être imbriqués. En effet, le roi est lié financièrement à la vénalité, et a intérêt à multiplier les charges pour augmenter ses revenus et à ne pas brusquer ceux qui ont acquis leur charge.
Montesquieu a, lui, plus tard, défendu ce principe de vénalité des offices, comme moyen de récompenser les individus ayant fait fortune par leur travail.

### Éducation
Le philosophe Philippe Nemo note également que Cardin Le Bret fut un farouche opposant de la liberté de l'enseignement. Persuadé qu'un homme seul saurait mieux que le reste des individus ce qu'il fallait pour l'éducation d'un enfant, il poursuivait le rêve de pouvoir contrôler sous une unique autorité l'éducation délivrée à tous les enfants du royaume. C'est l'occasion pour Nemo de rappeler que l'origine idéologique du monopole de l'enseignement est non démocratique mais absolutiste, dans des vues d'embrigadement.
À l'opposé de cette vision uniformisatrice de Cardin Le Bret qui guida la création de l'Éducation nationale en France, la position libérale sur l'éducation est de laisser autant que possible la liberté de choix aux individus, pour qu'émerge les meilleures réponses aux problématiques individuelles.

## Œuvres principales
- 1642, Traité De la Souveraineté du Roy
- 1689, Recueil de plusieurs remontrances de M. Le Bret

## Descendance
Il épouse vers 1600 Marguerite Le Pelletier de La Houssaye. De cette union naît un fils, Julien Le Bret (mort en 1688), seigneur de Flacourt, Conseiller au Parlement de Paris en 1655 puis Conseiller d’État. Les deux fils de ce dernier se distingueront également :
- Pierre-Cardin Lebret (1639-1710), sera Premier Président au Parlement de Provence
- Pierre Le Bret de Flacourt (?-1692), sera chef d'escadre de la province de Languedoc

## Sources et bibliographie
- Louis Moréri, Le grand dictionaire historique ou le Melange curieux de l'histoire sacrée sur Google Livres, chez Denys Mariette, 1707, p. 695
- Gilbert Picot, Cardin le Bret, 1558-1655, et la doctrine de la souveraineté, Nancy, Société d'impressions typographiques, 1948, in-8, 231 pages